# أولاد حمدان (أولاد عياد)
أولاد حمدان هو دُوَّار يقع بجماعة سيدي جابر، إقليم بني ملال، جهة بني ملال خنيفرة في المملكة المغربية. ينتمي الدوّار لمشيخة أولاد عياد التي تضم 6 دواوير. يقدر عدد سكانه بـ 1201 نسمة حسب الإحصاء الرسمي للسكان والسكنى لسنة 2004.

## روابط خارجية
- البوابة الوطنية للجماعات الترابية
- المندوبية السامية للتخطيط